# Bonitinha, mas Ordinária ou Otto Lara Resende
Bonitinha mas Ordinária ou Otto Lara Resende é um filme brasileiro lançado em 26 de janeiro de 1981, baseado na peça homônima de Nelson Rodrigues.
Foi a segunda adaptação para o cinema da obra de Nelson Rodrigues, a primeira foi rodada em 1963 e a terceira foi produzida em 2008 e lançada em 2013

## Sinopse
Edgard (José Wilker) é um rapaz humilde, fato esse que o constrange. Procurado por Peixoto (Milton Moraes), genro do milionário Werneck (Carlos Kroeber), dono da firma onde Edgard é escriturário, ele recebe a proposta de se casar com Maria Cecília (Lucélia Santos), filha de Werneck, de 17 anos que fora estuprada por cinco negros. Pelo dinheiro, Edgard aceita, mas tem dúvidas por gostar de Ritinha (Vera Fischer), sua vizinha. Já com o casamento acertado, Edgard e Ritinha vão despedir-se num cemitério, onde ela conta o que faz para conseguir sustentar a mãe louca e as três irmãs. Toda a trama gira em torno das hesitações de Edgard, até sua escolha final.

### A frase do Otto
Uma das frases repetidas pelo personagem interpretado por José Wilker, o mineiro só é solidário no câncer, é de Otto Lara Resende.

## Repercussão
Uma cena do filme tornou-se famosa na internet, na qual Edgard, ao ser perguntado por Heitor como teria começado na empresa, responde que começou como auxiliar de escritório, ao que Heitor responde que é mentira e dá uma risada  debochada, afirmando que este começou, na verdade, como contínuo.

## Elenco
| - Lucélia Santos.... Maria Cecília Werneck - José Wilker.... Edgar - Vera Fischer.... Ritinha - Carlos Kroeber.... Dr. Heitor Werneck - Milton Moraes.... Peixoto - Monah Delacy... Mãe de Edgar - Miriam Pires.... Dona Rita - Sônia Oiticica.... Dona Lígia - Xuxa Lopes...esposa de Peixoto e irmã mais velha de Maria Cecília - Eduardo Nogueira - Sávio Rolim - Jotta Barroso - Wilson Grey...coveiro - Adalberto Silva - Procópio Mariano - Newton Couto - Lucy Meirelles | - Cláudia Ohana.... Irmã de Ritinha - Miriam Ficher.... Irmã de Ritinha (creditada como Miriam Fisher) - Catalina Bonaki - Petty Pesce - Nelson Moura - Banzo Africano.... Banzo - Zaquim Bento - Edson Ventura - Gilson Siqueira - Walmir Gonçalves - José Paulo - Cristina Kler - Cid Coutinho - Jefferson Coura - Carlos Santamaria - Henriette Morineau...sogra de Heitor - Rubens Correa...funcionário dos Correios |